# Арно (атолл)
Арно (англ. Arno, марш. Arņo [ɑ̯ɑɳˠːʌ͡ɔɔ̯]) — атолл в Тихом океане в цепи Ратак (Маршалловы Острова).

## География

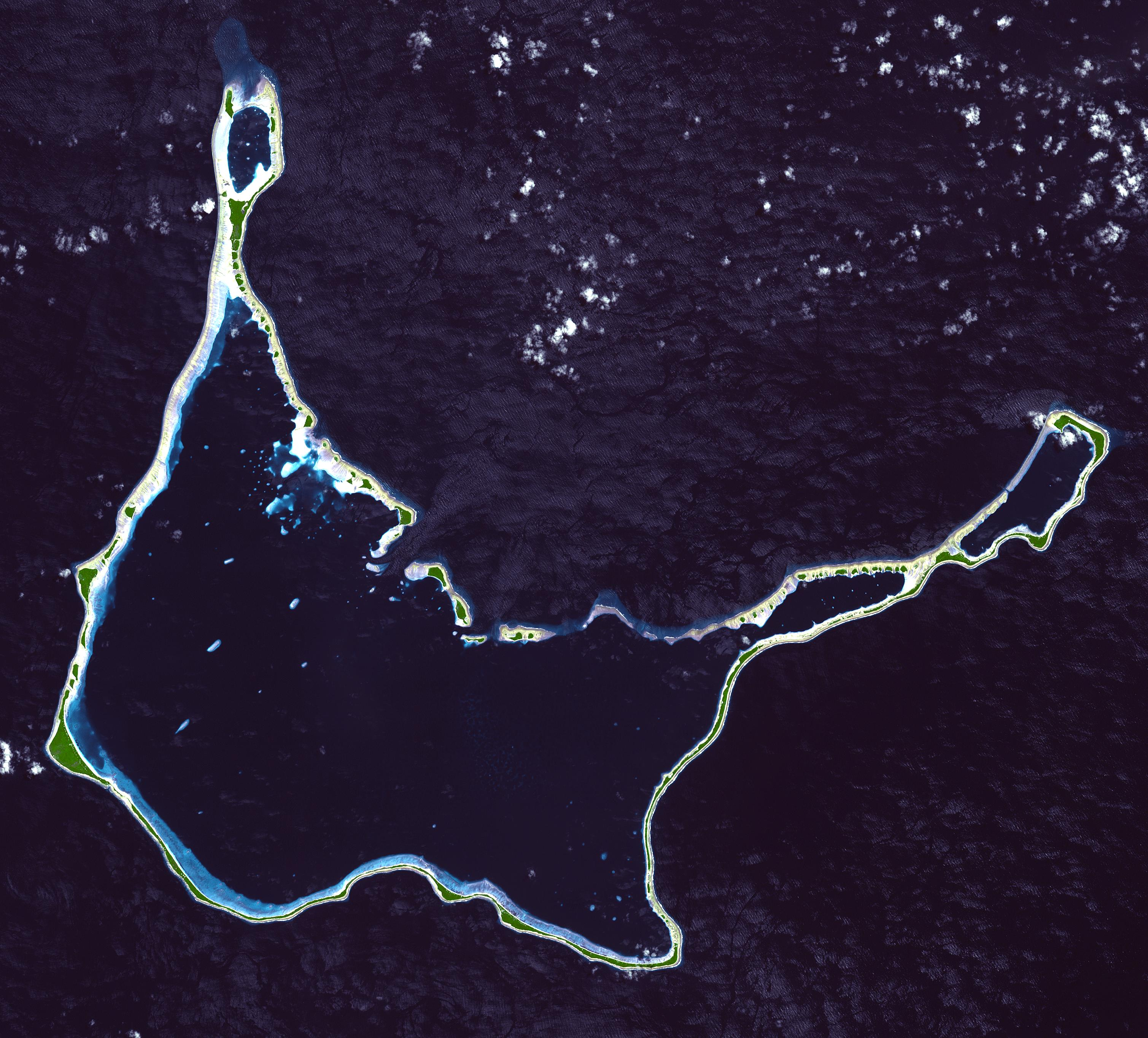
Космический снимок острова

Арно находится в 15 км к востоку от острова Маджуро. Ближайший материк, Австралия, расположен в 3800 км.
Остров имеет неправильную форму и состоит из 103 островков, или моту. Площадь сухопутной части Арно составляет 12,95 км², площадь лагун — 338,69 км². Атолл необычен тем, что имеет две лагуны. Сухопутные части соединяются на востоке Арно, создавая барьер между двумя лагунами. Атолл мог бы иметь три лагуны, однако на севере суша не до конца разделяет две акватории.
Остров покрыт густыми зарослями типичной для атоллов растительности, имеются мангровые заросли, произрастают каузуарины. На местных плантациях местные жители разводят кокосовую пальму для производства копры и хлебное дерево.
Климат на Арно тропический. Случаются разрушительные циклоны.

## История
Согласно мифологическим представлениям маршалльцев остров был создан богом Лова.
Арно был впервые открыт европейцами 26 июня 1788 года. Это сделали британские путешественники Джон (Уильям) Маршалл и Томас Гилберт, посчитавшие, что открыли два острова. Впоследствии мимо острова проплывало множество торговых и китобойных судов.
В 1860-х годах на Маршалловых островах стали появляться первые германские торговцы копрой, а в 1874 году Испания официально объявила о своих притязаниях на архипелаг. 22 октября 1885 года Маршалловы острова были проданы Испанией Германии, которая управляла архипелагом через Джалуитскую компанию. Официально германский протекторат над островами был установлен 13 сентября 1886 года. С 1 апреля 1906 года все острова архипелага были в составе Германской Новой Гвинеи, подчиняясь окружному офицеру Каролинских островов. В 1914 году Маршалловы острова были захвачены японцами. В 1922 году острова стали мандатной территорией Лиги Наций под управлением Японии. С 1947 года архипелаг стал частью Подмандатной территорией Тихоокеанские острова под управлением США. В 1979 году Маршалловы острова получил ограниченную автономию, а в 1986 году с США был подписан Договор о свободной ассоциации, согласно которому США признавали независимость Республики Маршалловы Островов. С тех пор Арно — часть Республики Маршалловы Острова.

## Население
В 2011 году численность населения Арно составляла 1794 человек. Остров образует один из 33 муниципалитетов Маршалловых Островов. В нижней палате парламента страны (марш. Nitijela) Арно представляют два депутата.